# Jerry Flannery
Jerry Flannery (* 17. Oktober 1978 in Galway) ist ein ehemaliger irischer Rugby-Union-Spieler, der auf der Position des Haklers spielte. Er war für die Region Munster und die irische Nationalmannschaft aktiv.
Flannery begann seine Profikarriere bei der Provinz Connacht, wo er zwei Spielzeiten lang blieb. Im Anschluss wechselte er nach Munster. Sein erster Nationalmannschaftseinsatz folgte 2005 gegen Rumänien. Er wurde auch für die Six Nations 2006 nominiert, wo er zum Gewinn der Triple Crown beitrug.
Flannery half Munster 2006 zum Gewinn des Heineken Cup durch den Finalsieg über Biarritz Olympique. Er wurde nachfolgend für den Kader Irlands zur Weltmeisterschaft nominiert. Er kam dabei in allen Spielen zum Einsatz, konnte jedoch auch nicht das Ausscheiden in der Vorrunde verhindern.
An den Six Nations 2008 konnte Flannery nicht teilnehmen, da er aufgrund eines unsportlichen Vergehens im Heineken-Cup-Spiel gegen ASM Clermont Auvergne für die Zeit des Turniers gesperrt war. Zum Finale des europäischen Pokals gegen Stade Toulousain war er wieder einsatzbereit und konnte am Ende den zweiten Sieg in diesem Wettbewerb feiern. Bei den Six Nations 2009 gelang ihm mit Irland der Grand Slam, er kam dabei in jedem Spiel zum Einsatz. Am 21. April des Jahres wurde er von Ian McGeechan für die Tour der British and Irish Lions nach Südafrika nominiert. Aufgrund einer Ellbogenverletzung im Vorfeld der Tour konnte er nicht mitreisen.
Am 21. März 2012 gab er seinen verletzungsbedingten Rücktritt vom aktiven Rugby bekannt. Heute arbeitet er hauptsächlich in einem Pub in der Catherine Street, Limerick. Der Pub gehört seiner Familie und heißt „Jerry Flannery's bar“. Außerdem hat er ein Masterstudium der „Sports Performance“ an der University of Limerick begonnen.